# Paride Brunetti
Paride Brunetti detto Bruno (Gubbio, 15 maggio 1916 – Saronno, 9 gennaio 2011) è stato un partigiano, ingegnere, militare, ex-ufficiale di carriera italiano.
Dopo l'8 settembre partecipò ininterrottamente alla lotta di liberazione nazionale nelle montagne feltrine e bellunesi. Il suo nome è strettamente legato alla Brigata Garibaldina Antonio Gramsci (Feltre).

## Biografia
Da giovane frequentò il seminario diocesano di Gubbio e dal 1934 al 1936 si trasferì a Vicenza, al seguito del padre, capo delle Guardie carcerarie, dove frequentò il liceo Antonio Pigafetta. Nel 1937 entrò all'Accademia Militare a Torino e ne uscì nel 1941 con il grado di tenente di artiglieria.
Il 13 giugno 1942 partì da Padova con l'ARMIR in Russia dove venne decorato al valor militare per la battaglia di Kantermirovka (19 dicembre 1942), vicino al fiume Don.
Il 10 settembre 1943 entrò in contatto a Padova, con i dirigenti antifascisti (Concetto Marchesi e Egidio Meneghetti) e partecipò alla organizzazione del primo Nucleo partigiano "Luigi Boscarin"/"Tino Ferdiani" e si trasferì il 4 dicembre 1943 nella valle del fiume Mis tra le montagne di Belluno, per assumerne il comando dello stesso.
Con il nome di battaglia “Bruno” divenne prima comandante della brigata “Gramsci” nella zona di Feltre e comandante della piazza militare di Belluno.
Tra le tante azioni che organizzò e partecipò viene ricordata quella più spettacolare e clamorosa.
Tra il 6 e il 7 giugno 1944 organizzò e attuò con altri 5 partigiani il sabotaggio della linea ferroviaria Bassano del Grappa - Trento, in prossimità del Forte Tombion, posto nella strettoia del Canale di Brenta tra Cismon del Grappa e Primolano. Il “sabotaggio del Tombion” fu un'azione partigiana che ebbe un risalto a livello europeo con i ringraziamenti di Radio Londra. L'azione fu ideata (5-p347) presso la casa di Oreste Gris (che da allora assunse il nome di battaglia di "Tombion") e compiuta con altri partigiani ("Tanicio", "Alessio" e "Kutnizoff", "Montegrappa"). L'attacco, guidato dal Brunetti, consistette nell'assalto al deposito tedesco, al disarmo dei militi della RSI, al sequestro e al trasporto di 23 quintali di esplosivo all'interno della galleria ferroviaria. Lo svuotamento del deposito e il trasporto dell'esplosivo avvenne, in cambio della libertà, con l'aiuto di otto militi della RSI presi prigionieri nell'assalto (tre di essi comunque si aggregarono ai partigiani).
Fu coinvolto nella organizzazione della difesa delle formazioni partigiane durante il drammatico rastrellamento nazifascista del Monte Grappa, avvenuto tra il 20 e il 26 settembre 1944.
Per la sua attività partigiana fu decorato dal generale Mark W. Clark, della 5ª Armata USA, della “Bronze Star Medal”, una prestigiosa e limitata decorazione assegnata tra gli altri a Ferruccio Parri e a Raffaele Cadorna Jr, comandante del Corpo volontari della libertà (CVL) e nel 1947 dal Presidente del Consiglio Alcide De Gasperi della Medaglia d'argento al Valor Militare.
Finite le azioni militari proseguì nella carriera militare nell'Esercito Italiano con il grado di Maggiore. Nel 1958 il Ministro della Difesa gli negò la promozione a Colonnello. Lasciato l'Esercito si laureò in ingegneria e lavorò fino alla pensione per la Montedison.
Si trasferì a Saronno dove ricoprì il ruolo di Consigliere Comunale per il PCI. È stato Presidente della locale sede dell'ANPI.

## Onorificenze

### Onorificenze italiane
- Sigillo della Città di Padova 2010.
- Civica benemerenza "La Ciocchina" del Comune di Saronno nel 2003

## Un documento
n. 351 di prot. – Fronte di Liberazione, il 2/6/1945

OGGETTO: attività del partigiano BRUNO (Brunetti Paride)

10 settembre 1943 – 4 dicembre 1943 – A Padova e in provincia organizza i collegamenti con il C.L.N. e le prime formazioni armate.

4 dicembre 1943 – Trasferitosi nel bellunese (Valle del Mis) prende il comando del primo nucleo partigiano di montagna della provincia (Buscarin).

Gennaio 1944 – Il nucleo Buscarin si trasforma in distaccamento d’assalto Tino Ferdiani, ne assume il comando.

Aprile 1944 – Il distaccamento Tino Ferdiani si trasforma in Brigata Garibaldi veneto, ne assume il comando.

Maggio 1944 – Viene chiamato presso la delegazione triveneta delle brigate Garibaldi e si reca come ispettore nelle formazioni partigiane del vicentino.

Giugno 1944 – la Brigata Garibaldi Veneto si trasforma in Gruppo Brigate “Nino Nannetti”, viene nominato Vice-Comandante.

Giugno –Dicembre 1944 – Costituisce nel feltrino la brigata “Gramsci” e se ne tiene il Comando.

Settembre 1944 – Comandante Gruppo Brigate Zona “Grappa”.

Dicembre 1944 – Viene nominato Vice-Comandante della area “Piave” (alle dipendenze vi sono 17 brigate)

Febbraio-aprile 1945 – Viene inviato alla brigata “Mazzini” quale comandante in seguito alla morte del vecchio comandante.

Maggio 1945 – Ritorna al comando zona “Piave” quale Vice-Comandante e comandante la Piazza di Belluno.

Il COMANDO MILITARE REGIONALE VENETO»
(trascrizione documento originale - pagina 346 in Giuseppe Sittoni - Uomini e fatti del Gherlenda - Croxarie - Strigno 2005, edizione on line )